# Fimcap
Fimcap er en international paraplyorganisation for katolske ungdomsforeninger. I Fimcap er der 35 medlemsorganisationer i 33 europæiske, afrikanske, asiatiske og sydamerikanske lande. Det blev grundlagt i 1962 og er anerkendt af Det pavelige råd for lægfolket som en international katolsk organisation. Medlemsforeningen fra Danmark er FDF.

## Historie
I 1959 vedtog franske, belgiske og hollandske katolske ungdomsforeninger på et råd i Luzern for første gang en international fusion. Den første delegerede konference var i Tyskland i 1960, afholdt under den Internationale Eukaristiske Kongress i München. I oktober 1961 blev Fimcap grundlagt af elleve organisationer og formelt etableret i påsken 1962. Efter anerkendelse i 1976 af Det pavelige Råd for lægfolk at Fimcap er en "international katolsk organisation" og dermed medlem af rådsmødet.

## Medlemsorganisationer

### Medlemsorganisationer i Europa
| Land                      | Name                                          | Forkortelse | Status     |
| ------------------------- | --------------------------------------------- | ----------- | ---------- |
| Rumænien                  | Asociația Grupurilor Locale de Tineret        | AGLT        | Associeret |
| Litauen                   | Ateitis                                       |             | Fuld       |
| Belgien                   | Chirojeugd Vlaanderen                         |             | Fuld       |
| Catalonien                | Coordinació Catalana                          | CCCCCE      | Fuld       |
| Slovakiet                 | eRko – Hnutie kresťanských spoločenstiev detí | eRko        | Fuld       |
| Italien                   | Forum Oratori Italiani (it)                   | FOI         | Fuld       |
| Danmark / Slesvig-Holsten | Frivilligt Drenge- og Pige-Forbund            | FDF         | Associeret |
| Nederlandene              | Jong Nederland (nl)                           |             | Fuld       |
| Schweiz                   | Jungwacht Blauring (en)                       | JuBla       | Fuld       |
| Tyskland                  | Katholische junge Gemeinde (de)               | KjG         | Fuld       |
| Østrig / · Sydtyrol       | Katholische Jungschar (de)                    |             | Fuld       |
| Ungarn                    | Katolikus Ifjúsági Mozgalom (en)              | KIM         | Observatør |
| Malta                     | Żgħażagħ Azzjoni Kattolika (en)               | ŻAK         | Fuld       |